# Premi e candidature per Dr. House - Medical Division
Di seguito sono elencati le candidature e i premi concernenti la serie televisiva statunitense Dr. House - Medical Division ideata da David Shore. La serie, che viene trasmessa sull'emittente televisiva FOX a partire dal 16 novembre 2004 per gli Stati Uniti e dal 1º luglio 2005 per l'Italia, è stata candidata per un gran numero di premi, tra i quali:
20 Emmy Award (quattro vinti), 10 NAACP Image Award (due vinti), 8 Golden Globe (due vinti), 7 Satellite Award (cinque vinti), 6 Screen Actors Guild Award (due vinti), 4 Humanitas Prize (uno vinto), 6 People's Choice Award (tre vinti), un AFI Award, un BAFTA Award ed un Peabody Award.
La serie si sviluppa attorno al personaggio del dottor Gregory House, un medico geniale ed individualista che, assieme alla sua squadra di diagnostica (formata in principio da Allison Cameron, Eric Foreman e Robert Chase), risolve casi medici strani e difficili.
House perde tutti i membri della sua squadra durante l'episodio finale della terza stagione. Nei primi episodi della quarta stagione,  House dà inizio ad una competizione (al fine di formare una nuova squadra che riempisse i posti vacanti lasciati) tra quaranta dottori, eliminandoli o meno a seconda dei loro comportamenti. Quando la competizione inizia a sfuggire dal proprio controllo, Lisa Cuddy riassume Eric Foreman per controllare il processo di assunzione ed il lavoro di House. House assume tre nuovi medici, Chris Taub, Lawrence Kutner e "Tredici", i quali, insieme a Foreman, formano la nuova squadra di diagnostica.
Hugh Laurie è l'attore più candidato, con un totale di ventisei nomination. Omar Epps è il secondo, con sei nomination.
Dr. House - Medical Division è stato finora candidata per 119 premi, di cui ne ha vinti 40.

## Emmy Award

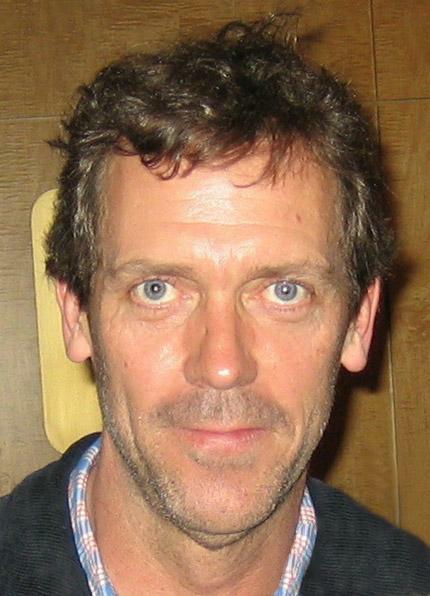
Hugh Laurie ha ricevuto tre nomination per il premio Emmy.

I Premi Emmy, o Emmy Award, vengono distribuiti dal 1949 dall'Academy of Television Arts & Sciences per onorare l'eccellenza in ambito televisivo; sono considerati l'equivalente televisivo dei Premi Oscar. Dr. House è stato candidato per i Primetime Emmy Award, che premiano l'eccellenza nella recitazione e nella sceneggiatura di programmi televisivi in prima serata, e per i Creative Arts Emmy, che sono conferiti per riconoscimenti in ambito tecnico e in altre aree relative nei programmi televisivi statunitensi.
Dopo la prima stagione nel 2005, Dr. House ha ricevuto cinque nomination per gli Emmy Award, di cui tre sono Creative Arts Emmy. Non ha vinto l'Emmy come migliore serie drammatica, ma ha vinto il premio come migliore sceneggiatura di una serie drammatica. L'anno successivo la serie è stata candidata per quattro Emmy Award, tra cui quello per la migliore serie drammatica, tuttavia Dr. House non ha vinto nessun Emmy quell'anno, in quanto il premio per la migliore serie drammatica fu vinto da 24. Nel 2007 la serie ha ricevuto quattro nomination e ha vinto un Creative Arts Emmy per il trucco. L'anno successivo, al sessantesimo Primetime Emmy Award, la serie ha ricevuto nuovamente quattro nomination. Queste nomination comprendevano i riconoscimenti per la migliore serie drammatica per l'episodio Gelo. Katie Jacobs e David Shore inizialmente volevano segnalare La testa di House, ma in seguito scelsero Gelo perché, come ha spiegato Katie Jacobs, La testa di House era un "pezzo divertente di TV" per gli spettatori, ma ella e David Shore pensavano che non fosse adatto per l'Academy. La serie quell'anno ha vinto un solo Primetime Emmy per Greg Yaitanes, come migliore regia in una serie drammatica nella direzione dell'episodio La testa di House. Hugh Laurie, che recita come attore principale, è stato candidato come migliore attore di una serie drammatica tre volte (nel 2005, nel 2007 e nel 2008), ma non ha mai vinto nessun Premio Emmy.

### Primetime Emmy
| Anno | Categoria                                          | Premiato/Candidato | Episodio          | Risultato       | Risultato |
| ---- | -------------------------------------------------- | --- | ----------------- | --------------- | --------- |
| 2005 | Migliore sceneggiatura per una serie drammatica    | David Shore | Il caso House     | Vincitore/trice |           |
| 2005 | Migliore attore principale in una serie drammatica | Hugh Laurie |                   | Candidato/a     |           |
| 2006 | Migliore serie drammatica                          | Paul Attanasio, Katie Jacobs, David Shore, Bryan Singer, Thomas L. Moran, Russel Friend, Garrett Lerner, Doris Egan, David Semel, Matt Witten, Gerrit van der Meer, Lawrence Kaplow                          |                   | Candidato/a     |           |
| 2007 | Migliore attore principale in una serie drammatica | Hugh Laurie | Mezzo genio       | Candidato/a     |           |
| 2007 | Migliore guest star in una serie drammatica        | David Morse | Aspettando Giuda  | Candidato/a     |           |
| 2007 | Migliore serie drammatica                          | David Shore, Katie Jacobs, Paul Attanasio, Bryan Singer, Daniel Sackheim, Russel Friend, Garrett Lerner, Thomas L. Moran, Doris Egan, Lawrence Kaplow, Gerrit van der Meer, Peter Blake, Leonard Dick        | Mezzo genio       | Candidato/a     |           |
| 2008 | Migliore attore principale in una serie drammatica | Hugh Laurie | La testa di House | Candidato/a     |           |
| 2008 | Migliore regia in una serie drammatica             | Greg Yaitanes | La testa di House | Vincitore/trice |           |
| 2008 | Migliore serie drammatica                          | David Shore, Katie Jacobs, Paul Attanasio, Bryan Singer, Russel Friend, Garrett Lerner, Thomas L. Moran, Gerrit van der Meer, Eli Attie, Peter Blake, Doris Egan, Deran Sarafian, Marcy Kaplan, Leonard Dick | Gelo              | Candidato/a     |           |
| 2009 | Migliore attore principale in una serie drammatica | Hugh Laurie |                   | Candidato/a     |           |
| 2009 | Migliore serie drammatica                          | |                   | Candidato/a     |           |
| 2010 | Migliore attore principale in una serie drammatica | Hugh Laurie |                   | Candidato/a     |           |
| 2011 | Migliore attore principale in una serie drammatica | Hugh Laurie |                   | Candidato/a     |           |

### Creative Arts Emmy
| Anno | Categoria                                                                | Premiato/Candidato                                      | Episodi                                                     | Risultato       |
| ---- | ------------------------------------------------------------------------ | ------------------------------------------------------- | ----------------------------------------------------------- | --------------- |
| 2005 | Migliore compositore musicale per una serie (sottolineatura drammatica)  | Christopher Hoag                                        | Una prova per non morire                                    | Candidato/a     |
| 2005 | Migliore design della sigla principale                                   | Matt Mulder, Jake Sargeant, Dan Brown, Dave Molloy      |                                                             | Candidato/a     |
| 2005 | Migliore direzione del casting in una serie drammatica                   | Amy Lippens                                             |                                                             | Candidato/a     |
| 2006 | Migliore missaggio single-camera in una serie                            | Gerry Lentz, Rich Weingart, Russell C. Fager            | Euforia - Parte I                                           | Candidato/a     |
| 2006 | Migliore direzione del casting in una serie drammatica                   | Amy Lippens, Stephanie Laffin                           |                                                             | Candidato/a     |
| 2006 | Migliore direzione artistica di una serie single-camera                  | Derek R. Hill, Danielle Berman                          | Il coraggio di morire, L'anarchia di House e Sotto la pelle | Candidato/a     |
| 2007 | Migliore trucco prostetico per una serie, miniserie, film o speciale     | Dalia Dokter, Jamie Kelman, Ed French                   | C'est la vie                                                | Vincitore/trice |
| 2008 | Migliore compositore musicale per una serie (originale tocco drammatico) | Jon Ehrlich, Jason Derlatka                             | Angeli custodi                                              | Candidato/a     |
| 2009 | Migliore missaggio per una serie comica o drammatica di un'ora           | Von Varga, Juan Cisneros, Gerry Lentz, Richard Weingart | House diviso                                                | Vincitore/trice |
| 2010 | Migliore missaggio per una serie comica o drammatica di un'ora           | Von Varga, Juan Cisneros, Gerry Lentz, Richard Weingart | Fallimento epico                                            | Candidato/a     |
| 2010 | Miglior coordinamento stunt                                              | Jim Vickers                                             | Cuore impavido                                              | Candidato/a     |

## Golden Globe
I Golden Globe sono premi conferiti annualmente dalla Hollywood Foreign Press Association per onorare le eccellenze nel cinema e nella televisione. Dr. House è stato candidata per questi premi per un totale di sei volte. La serie ha vinto due Golden Globe, entrambi per Hugh Laurie nella categoria di migliore attore in una serie drammatica nel 2006 e nel 2007. Nel 2008 la serie è stata candidata anche come migliore serie drammatica, ma non ha vinto il premio, che è stato invece conferito a Mad Men, così come il premio per il miglior attore in una serie drammatica. Nel 2009 e nel 2010 la serie è stata candidata per le due stesse categorie, ma non è riuscita a vincere.
| Anno | Categoria                              | Premiato/Candidato | Risultato       |
| ---- | -------------------------------------- | ------------------ | --------------- |
| 2006 | Miglior attore in una serie drammatica | Hugh Laurie        | Vincitore/trice |
| 2007 | Miglior attore in una serie drammatica | Hugh Laurie        | Vincitore/trice |
| 2008 | Miglior attore in una serie drammatica | Hugh Laurie        | Candidato/a     |
| 2008 | Miglior serie drammatica               |                    | Candidato/a     |
| 2009 | Miglior attore in una serie drammatica | Hugh Laurie        | Candidato/a     |
| 2009 | Miglior serie drammatica               |                    | Candidato/a     |
| 2010 | Miglior attore in una serie drammatica | Hugh Laurie        | Candidato/a     |
| 2010 | Miglior serie drammatica               |                    | Candidato/a     |
| 2011 | Miglior attore in una serie drammatica | Hugh Laurie        | Candidato/a     |

## NAACP Image Award

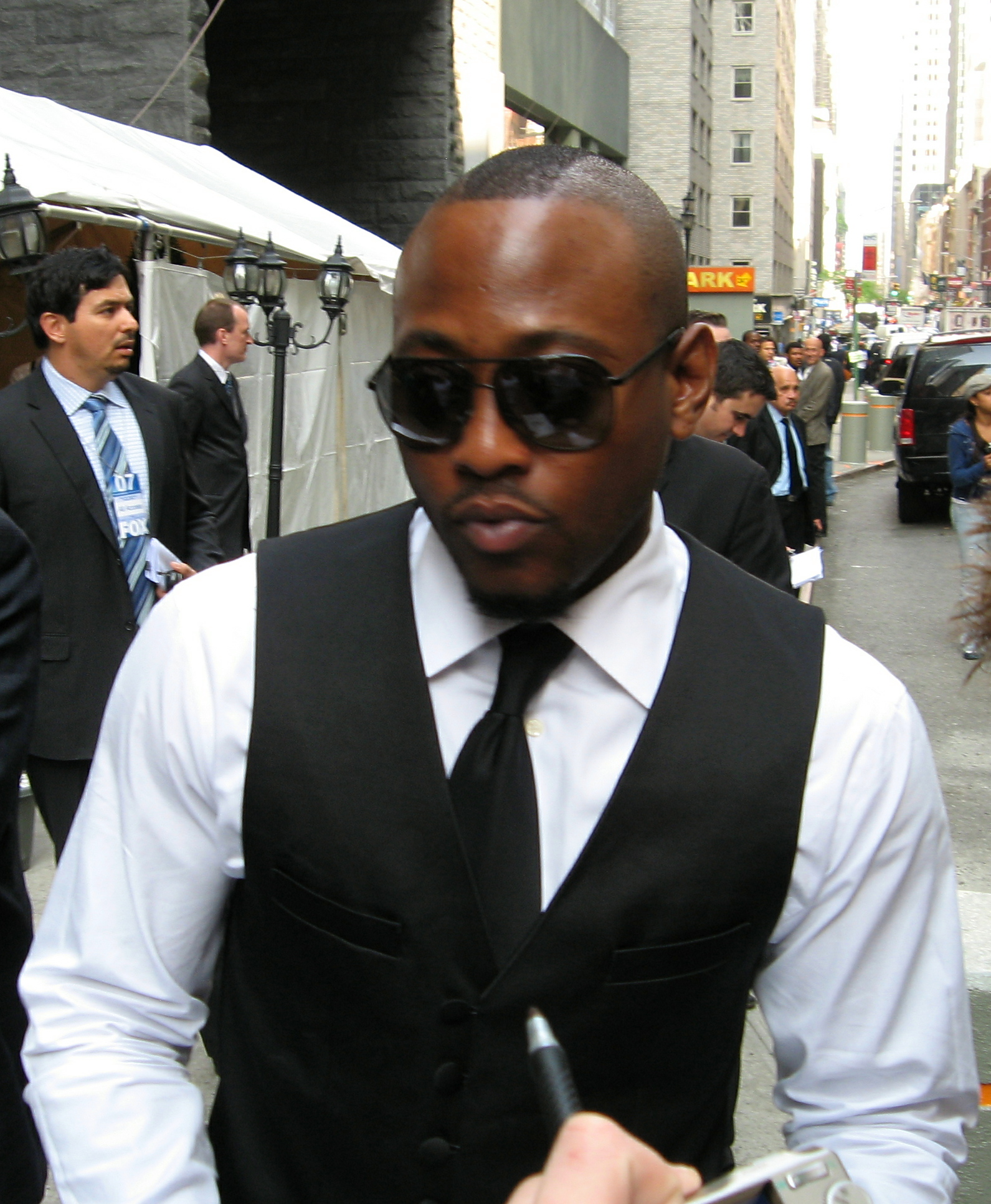
Omar Epps è stato nominato per cinque NAACP Image Award e ne ha vinti due.

L'NAACP Image Award, o solamente Image Award, è un premio consegnato ogni anno dalla National Association for the Advancement of Colored People come riconoscimento per i migliori lavori svolti da gente di colore nel mondo dell'arte (cinema, televisione, musica e letteratura). La serie ha ricevuto dieci nomination in totale: cinque per la recitazione di Omar Epps (di cui due vinte), tre come migliore serie drammatica,  una nomination per Liz Friedman e Sara Hess per la sceneggiatura dell'episodio della quinta stagione Tredici porta fortuna e una per Sara Hess per Il bene più grande.
| Anno | Categoria                                           | Premiato/Candidato                                           | Risultato       |
| ---- | --------------------------------------------------- | ------------------------------------------------------------ | --------------- |
| 2005 | Migliore attore di supporto in una serie drammatica | Omar Epps                                                    | Candidato/a     |
| 2006 | Migliore attore in una serie drammatica             | Omar Epps                                                    | Candidato/a     |
| 2006 | Migliore serie drammatica                           |                                                              | Candidato/a     |
| 2007 | Migliore attore di supporto in una serie drammatica | Omar Epps                                                    | Vincitore/trice |
| 2008 | Migliore serie drammatica                           |                                                              | Candidato/a     |
| 2008 | Migliore attore di supporto in una serie drammatica | Omar Epps                                                    | Vincitore/trice |
| 2009 | Migliore attore in una serie drammatica             | Omar Epps                                                    | Candidato/a     |
| 2009 | Migliore serie drammatica                           |                                                              | Candidato/a     |
| 2009 | Migliore sceneggiatura per una serie drammatica     | Liz Friedman, Sara Hess per l'episodio Tredici porta fortuna | Candidato/a     |
| 2010 | Migliore sceneggiatura per una serie drammatica     | Sara Hess per l'episodio Il bene più grande                  | Candidato/a     |

## Satellite Award

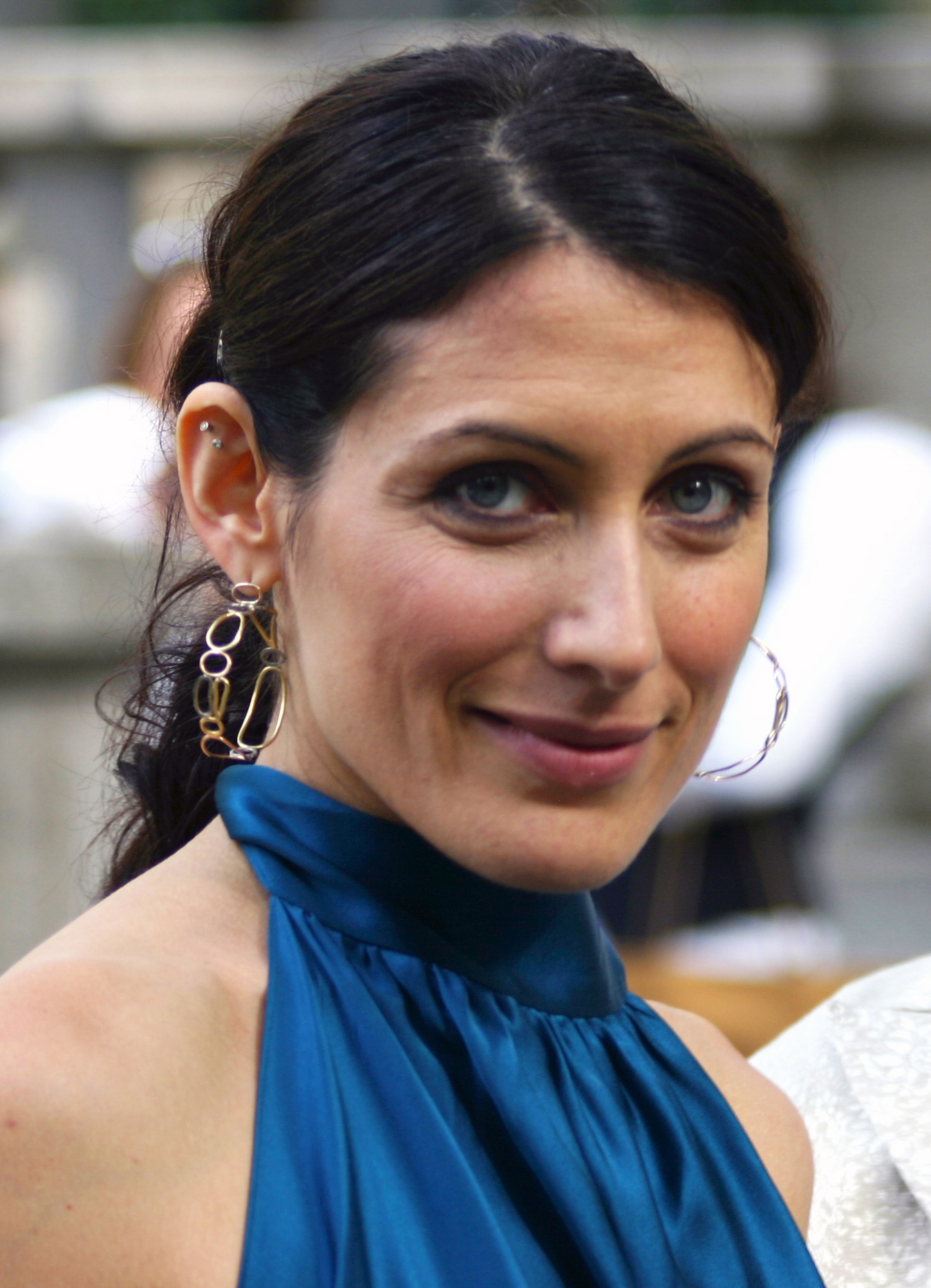
Lisa Edelstein ha ricevuto un Satellite Award nel 2005.

Il Satellite Award, formalmente noto come Golden Satellite Award, viene conferito annualmente sia in ambito televisivo che in ambito cinematografico dall'International Press Academy. Dr. House ne ha vinti cinque, fra cui quello per la migliore serie drammatica, nel 2005 e nel 2006.
| Anno | Categoria                                                              | Premiato/Candidato | Risultato       |
| ---- | ---------------------------------------------------------------------- | ------------------ | --------------- |
| 2005 | Migliore serie drammatica                                              |                    | Vincitore/trice |
| 2005 | Migliore attore in una serie drammatica                                | Hugh Laurie        | Vincitore/trice |
| 2005 | Migliore attrice di supporto in una serie, miniserie o film televisivo | Lisa Edelstein     | Vincitore/trice |
| 2005 | Migliore rilascio DVD di un programma televisivo                       | Prima stagione     | Candidato/a     |
| 2006 | Migliore attore in una serie drammatica                                | Hugh Laurie        | Vincitore/trice |
| 2006 | Migliore serie drammatica                                              |                    | Vincitore/trice |
| 2007 | Migliore attore in una serie drammatica                                | Hugh Laurie        | Candidato/a     |

## Screen Actors Guild Award

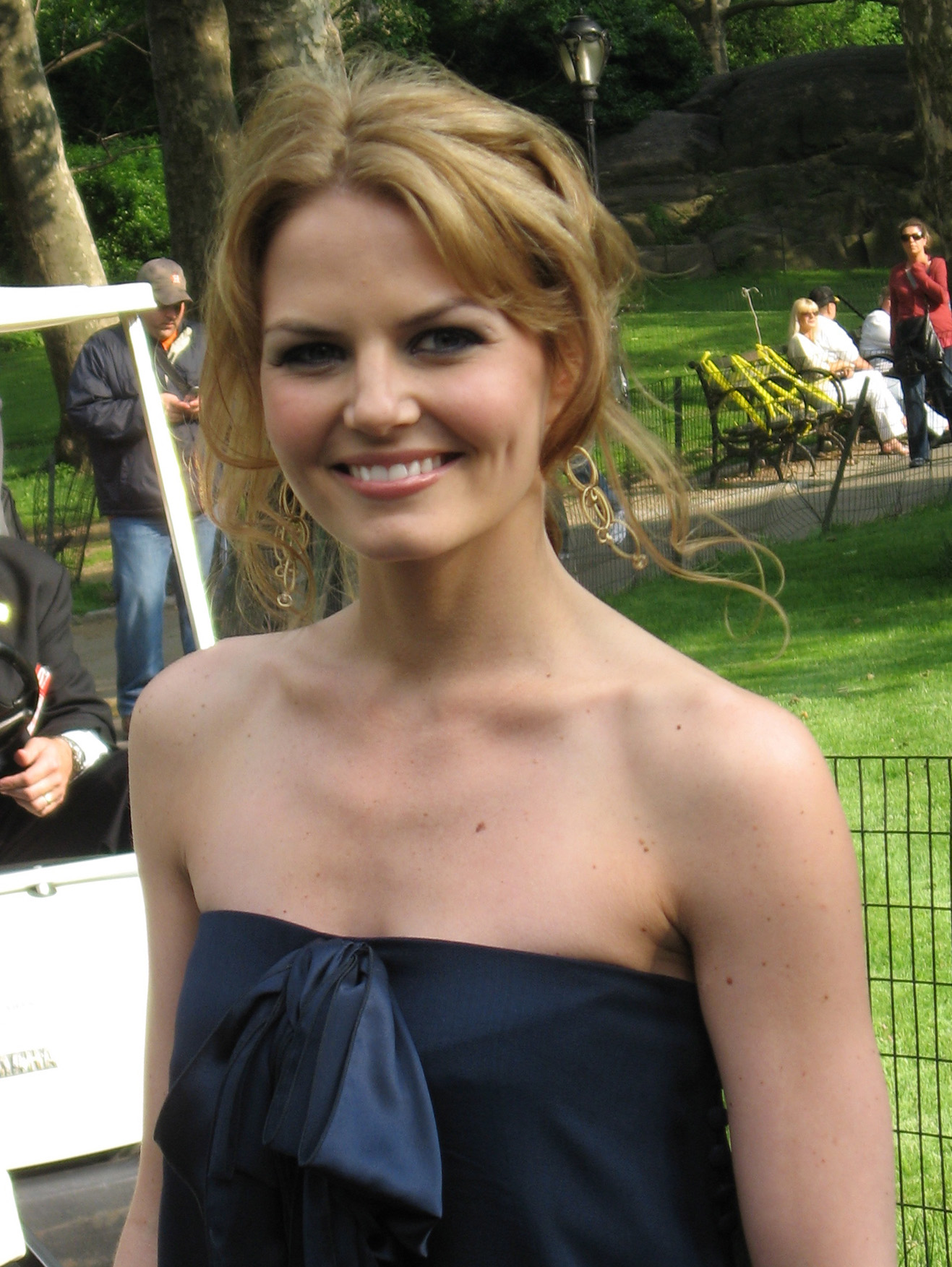
Jennifer Morrison è stata co-candidata per uno Screen Actors Guild Award nel 2009.

Gli Screen Actors Guild Award (SAG Award) sono conferiti annualmente dalla Screen Actors Guild per rendere onore alle recitazioni in ambito cinematografico e televisivo. Dr. House ha ricevuto sei nomination; Hugh Laurie è stato candidato per il premio al migliore attore maschio in una serie drammatica negli anni 2006, 2007, 2008 e 2009, e lo ha vinto nel 2007 e nel 2009. Nel 2009 la serie ha anche ricevuto una nomination per il migliore cast in una serie drammatica, che però è stato vinto dal cast di Mad Men.
| Anno | Categoria                                       | Premiato/Candidato | Risultato       |
| ---- | ----------------------------------------------- | --- | --------------- |
| 2006 | Migliore attore maschio in una serie drammatica | Hugh Laurie | Candidato/a     |
| 2007 | Migliore attore maschio in una serie drammatica | Hugh Laurie | Vincitore/trice |
| 2008 | Migliore attore maschio in una serie drammatica | Hugh Laurie | Candidato/a     |
| 2009 | Migliore attore maschio in una serie drammatica | Hugh Laurie | Vincitore/trice |
| 2009 | Migliore cast in una serie drammatica           | Lisa Edelstein, Omar Epps, Peter Jacobson, Hugh Laurie, Robert Sean Leonard, Jennifer Morrison, Kal Penn, Jesse Spencer, Olivia Wilde | Candidato/a     |
| 2010 | Migliore attore maschio in una serie drammatica | Hugh Laurie | Candidato/a     |

## Teen Choice Award
Dr. House ha ricevuto nove candidature per i Teen Choice Awards: fino al 2007 non ne aveva vinto nessuno, ma in quell'anno Hugh Laurie ha trionfato come attore di una serie drammatica, che è l'unico Teen Choice Award vinto dalla serie.
| Anno | Categoria                               | Premiato/Candidato | Risultato       |
| ---- | --------------------------------------- | ------------------ | --------------- |
| 2005 | Migliore serie drammatica               |                    | Candidato/a     |
| 2005 | Serie rivelazione                       |                    | Candidato/a     |
| 2005 | Attore maschio televisivo rivelazione   | Jesse Spencer      | Candidato/a     |
| 2006 | Migliore serie drammatica o d'avventura |                    | Candidato/a     |
| 2006 | Migliore attore televisivo              | Hugh Laurie        | Candidato/a     |
| 2007 | Migliore attore drammatico televisivo   | Hugh Laurie        | Vincitore/trice |
| 2007 | Migliore serie drammatica               |                    | Candidato/a     |
| 2008 | Attrice televisiva rivelazione          | Olivia Wilde       | Candidato/a     |
| 2008 | Migliore serie drammatica               |                    | Candidato/a     |

## TCA Award
Dr. House è stato candidata per un totale di 7 volte per un TCA Award, per intero Television Critics Association Award, che sono conferiti annualmente dalla Television Critics Association e ne ha vinti due, entrambi per Hugh Laurie come importante successo individuale in una serie drammatica.
| Anno | Categoria                                             | Premiato/Candidato | Risultato       |
| ---- | ----------------------------------------------------- | ------------------ | --------------- |
| 2005 | Migliore nuovo programma dell'anno                    |                    | Candidato/a     |
| 2005 | Migliore successo individuale in una serie drammatica | Hugh Laurie        | Vincitore/trice |
| 2005 | Migliore successo di una serie drammatica             |                    | Candidato/a     |
| 2006 | Migliore successo individuale in una serie drammatica | Hugh Laurie        | Vincitore/trice |
| 2006 | Migliore successo di una serie drammatica             |                    | Candidato/a     |
| 2007 | Migliore successo individuale in una serie drammatica | Hugh Laurie        | Candidato/a     |
| 2009 | Migliore successo individuale in una serie drammatica | Hugh Laurie        | Candidato/a     |

## Altri premi
| Anno | Premio                                                                             | Categoria                                                                                               | Premiato/Candidato                                                                                    | Risultato       |
| ---- | ---------------------------------------------------------------------------------- | --- | --- | --------------- |
| 2005 | AFI Award                                                                          | Migliore programma televisivo                                                                           | | Vincitore/trice |
| 2005 | Artios Award                                                                       | Migliore direzione del casting nell'episodio pilota di una serie drammatica                             | Amy Lippens, Coreen Mayrs, Heike Brandstatter per l'episodio Una prova per non morire                 | Candidato/a     |
| 2006 | Artios Award                                                                       | Migliore direzione del casting in una serie drammatica                                                  | Amy Lippens                                                                                           | Candidato/a     |
| 2008 | Artios Award                                                                       | Migliore successo della direzione del casting in una serie drammatica                                   | Amy Lippens                                                                                           | Candidato/a     |
| 2007 | ASC Award                                                                          | Migliore successo cinematografico per una serie televisiva procedurale                                  | Gale Tattersall per l'episodio Il significato                                                         | Candidato/a     |
| 2009 | ASC Award                                                                          | Migliore successo cinematografico per una serie televisiva procedurale                                  | Gale Tattersall per l'episodio La testa di House                                                      | Candidato/a     |
| 2007 | BAFTA Television Award                                                             | Migliore internazionale                                                                                 | David Shore                                                                                           | Candidato/a     |
| 2005 | BMI Film & TV Award                                                                | Migliore musica televisiva                                                                              | Robert del Naja, Grant Marshall, Mushroom Vowles                                                      | Vincitore/trice |
| 2008 | BMI Film & TV Award                                                                | Migliore musica televisiva                                                                              | Robert del Naja, Grant Marshall, Mushroom Vowles                                                      | Vincitore/trice |
| 2009 | BMI Film & TV Award                                                                | Migliore musica televisiva                                                                              | Robert del Naja, Grant Marshall, Mushroom Vowles                                                      | Vincitore/trice |
| 2009 | CAS Award                                                                          | Migliore successo del mixaggio in una serie drammatica                                                  | Von Varga, Gerry Lentz, Rich Weingart per l'episodio L'ultima risorsa                                 | Candidato/a     |
| 2010 | CAS Award                                                                          | Migliore successo del mixaggio in un film TV o mini-serie                                               | Von Varga, Gerry Lentz, Rich Weingart per l'episodio Piegato                                          | Candidato/a     |
| 2006 | DGA Award                                                                          | Migliore successo direttoriale in una serie drammatica                                                  | Paris Barclay per l'episodio Il caso House                                                            | Candidato/a     |
| 2007 | Edgar Allan Poe Award                                                              | Migliore sceneggiatura di un episodio televisivo                                                        | Thomas L. Moran per l'episodio Senza traccia                                                          | Candidato/a     |
| 2005 | Golden Reel Award                                                                  | Migliore sonoro in brevi forme in ambito televisivo - Effetti sonori e foley                            | Barbara Issak, Craig T. Rosevear, Brad North per l'episodio Problemi di adozione                      | Candidato/a     |
| 2006 | Golden Reel Award                                                                  | Migliore sonoro in brevi forme in ambito televisivo - Dialoghi e ricollocamento automatico dei dialoghi | Barbara Issak, Brad North, Jackie Oster per l'episodio Il coraggio di morire                          | Vincitore/trice |
| 2008 | Golden Reel Award                                                                  | Miglior sonoro in brevi forme in ambito televisivo - Dialoghi e ADR                                     | Brad North, Jackie Oster, Tiffany S. Griffith, Alex Parker, Kirk Herzbrun per l'episodio Errore umano | Vincitore/trice |
| 2010 | Golden Reel Award                                                                  | Miglior sonoro - Dialoghi long form e ADR nella televisione                                             | per l'episodio Piegato                                                                                | Candidato/a     |
| 2010 | Golden Reel Award                                                                  | Short Form Sound Effects and Foley in Television                                                        | per l'episodio Fallimento epico                                                                       | Vincitore/trice |
| 2010 | Gracie Award                                                                       | Miglior regista - Intrattenimento FOX                                                                   | Katie Jacobs                                                                                          | Vincitore/trice |
| 2005 | Humanitas Prize                                                                    | Migliore programma televisivo della categoria 60 minuti                                                 | David Shore per l'episodio Una prova per non morire                                                   | Candidato/a     |
| 2005 | Humanitas Prize                                                                    | Migliore programma televisivo della categoria 60 minuti                                                 | Sara B. Cooper per l'episodio Sul filo dell'errore                                                    | Candidato/a     |
| 2006 | Humanitas Prize                                                                    | Migliore programma televisivo della categoria 60 minuti                                                 | David Shore per l'episodio Il caso House                                                              | Vincitore/trice |
| 2007 | Humanitas Prize                                                                    | Migliore programma televisivo della categoria 60 minuti                                                 | Doris Egan per l'episodio House e Dio                                                                 | Candidato/a     |
| 2009 | International TV Audience Award                                                    | Migliore serie drammatica                                                                               | | Vincitore/trice |
| 2006 | Lupus Research Institute Award (Istituto americano per la ricerca contro il lupus) | Loop Award                                                                                              | David Shore                                                                                           | Vincitore/trice |
| 2006 | Peabody Award                                                                      | Migliore successo in mezzi di comunicazione elettronica                                                 | | Vincitore/trice |
| 2007 | People's Choice Award                                                              | Serie drammatica preferita                                                                              | | Candidato/a     |
| 2008 | People's Choice Award                                                              | Serie drammatica preferita                                                                              | | Vincitore/trice |
| 2009 | People's Choice Award                                                              | Serie drammatica preferita                                                                              | | Vincitore/trice |
| 2009 | People's Choice Award                                                              | Attore maschio televisivo preferito                                                                     | Hugh Laurie                                                                                           | Vincitore/trice |
| 2010 | People's Choice Award                                                              | Serie drammatica preferita                                                                              | | Vincitore/trice |
| 2010 | People's Choice Award                                                              | Attore maschio televisivo preferito                                                                     | Hugh Laurie                                                                                           | Vincitore/trice |
| 2007 | PGA Award                                                                          | Produttore televisivo dell'anno di un episodio drammatico                                               | David Shore, Katie Jacobs                                                                             | Candidato/a     |
| 2008 | PGA Award                                                                          | Produttore televisivo dell'anno di un episodio drammatico                                               | David Shore, Katie Jacobs, Daniel Sackheim                                                            | Candidato/a     |
| 2006 | Prism Award                                                                        | Migliore attore in un episodio di una serie drammatica                                                  | Hugh Laurie                                                                                           | Candidato/a     |
| 2007 | Prism Award                                                                        | Migliore serie drammatica - Storyline in più episodi                                                    | Hugh Laurie                                                                                           | Candidato/a     |
| 2006 | Saturn Award                                                                       | Migliore edizione DVD di un programma televisivo                                                        | Prima stagione                                                                                        | Candidato/a     |
| 2007 | TP de Oro                                                                          | Migliore serie straniera                                                                                | | Vincitore/trice |
| 2008 | TP de Oro                                                                          | Migliore serie straniera                                                                                | | Vincitore/trice |
| 2009 | TP de Oro                                                                          | Migliore serie straniera                                                                                | | Vincitore/trice |
| 2010 | TP de Oro                                                                          | Migliore serie straniera                                                                                | | Candidato/a     |
| 2006 | WGA Award                                                                          | Serie drammatica procedurale                                                                            | Lawrence Kaplow per l'episodio Il coraggio di morire                                                  | Vincitore/trice |
| 2009 | WGA Award                                                                          | Serie drammatica procedurale                                                                            | Doris Egan, Leonard Dick per l'episodio Non cambiare mai                                              | Candidato/a     |
| 2010 | WGA Award                                                                          | Serie drammatica procedurale di qualsiasi durata                                                        | David Shore, David Foster, Garrett Lerner, Russel Friend per l'episodio Piegato                       | Vincitore/trice |
| 2006 | Young Artist Award                                                                 | Migliore giovane guest star femmina in una serie televisiva commedia o drammatica                       | Jennifer Stone per l'episodio Il male dentro                                                          | Candidato/a     |
| 2008 | Young Artist Award                                                                 | Migliore giovane guest star femmina in una serie televisiva                                             | Bailee Madison per l'episodio Bambini precoci                                                         | Candidato/a     |
| 2010 | Young Artist Award                                                                 | Migliore giovane guest star di 13 anni o meno in una serie televisiva                                   | Andy Scott Harris per l'episodio Bimba dentro                                                         | Candidato/a     |

## Doppiaggio
Oltre alle sopracitate nomination e premiazioni, relative alla realizzazione della serie originale, anche il doppiaggio di alcune edizioni straniere della serie ha guadagnato diversi riconoscimenti.
| Anno | Premio                                    | Categoria                                                    | Stato    | Premiato/Candidato                                   | Risultato       |
| ---- | ----------------------------------------- | ------------------------------------------------------------ | -------- | ---------------------------------------------------- | --------------- |
| 2006 | Romics DD                                 | Miglior doppiaggio di un telefilm - Direttori del doppiaggio | Italia   |                                                      | Vincitore/trice |
| 2006 | Romics DD                                 | Miglior doppiaggio di un telefilm - Premi del pubblico       | Italia   |                                                      | Vincitore/trice |
| 2007 | Gran premio internazionale del doppiaggio | Migliore serie televisiva                                    | Italia   |                                                      | Candidato/a     |
| 2007 | Voci a Sanremo                            | Miglior voce maschile protagonista                           | Italia   | Sergio Di Stefano per il doppiaggio di Gregory House | Candidato/a     |
| 2008 | Gran premio internazionale del doppiaggio | Migliore serie televisiva                                    | Italia   |                                                      | Vincitore/trice |
| 2008 | Voci a Sanremo                            | Miglior voce femminile protagonista                          | Italia   | Roberta Pellini per il doppiaggio di Lisa Cuddy      | Candidato/a     |
| 2008 | Premio per i film TV e il doppiaggio      | Premio del pubblico                                          | Germania |                                                      | Vincitore/trice |
| 2008 | STS Ikar                                  | Golden Voice                                                 | Bulgaria | Daniel Tsochev per il doppiaggio di Gregory House    | Vincitore/trice |

## Top ten
Dr. House è stato anche incluso fra varie top ten come migliore serie televisiva: nel 2005 nei seguenti giornali: Boston Globe, Chicago Tribune, The New York Times, Newsday, PopMatters e USA Today, e nel 2006 in queste pubblicazioni: Chicago Tribune e Newsday.
| Anno | Giornale/Associazione     | Posizione |
| ---- | ------------------------- | --------- |
| 2005 | Boston Globe              | 7         |
| 2005 | Chicago Tribune           |           |
| 2005 | The New York Times        | 4         |
| 2005 | Newsday                   | 2         |
| 2005 | Pop Matters               | 3         |
| 2005 | USA Today                 | 3         |
| 2005 | American Film Institute   |           |
| 2006 | Chicago Tribune           |           |
| 2006 | Newsday                   | 6         |
| 2007 | Boston Globe              | 5         |
| 2007 | Chicago Sun-Times         | 2         |
| 2007 | Chicago Tribune           |           |
| 2007 | Los Angeles Times         | 2         |
| 2007 | New Jersey Star-Ledger    | 7         |
| 2007 | New York Times            | 7         |
| 2007 | Newsday (per Hugh Laurie) | 6         |
| 2008 | Chicago Sun-Times         |           |
| 2008 | Los Angeles Times         | 4         |
| 2009 | New York Times            |           |